# Kalamantania
Kalamantania is een geslacht van weekdieren uit de  familie van de Dyakiidae.

## Soorten
De volgende soorten zijn in het geslacht ingedeeld:
- Kalamantania whiteheadi (Godwin-Austen, 1891)[2]